# Eiki Nestor

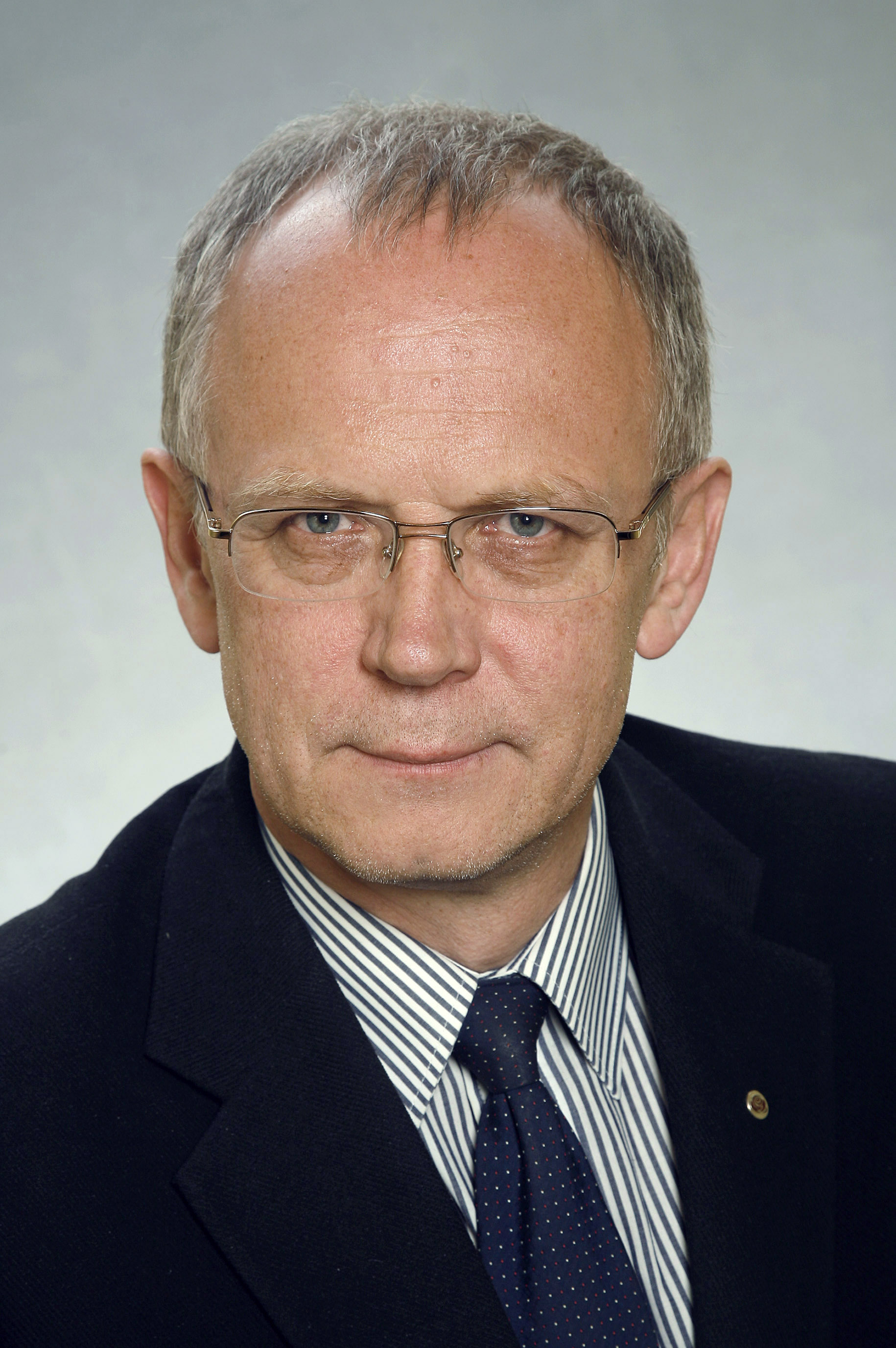
Eiki Nestor (2007)

Eiki Nestor (* 5. September 1953 in Tallinn) ist ein estnischer Politiker der Sozialdemokratischen Partei Estlands. Er war als Minister mit verschiedenen Aufgaben betraut und von März 2014 bis April 2019 Präsident des estnischen Parlaments (Riigikogu).

## Leben

### Frühe Jahre
Eiki Nestor machte 1971 das Abitur an der 1. Mittelschule in Tallinn. Er schloss 1976 sein Ingenieursstudium am Tallinner Polytechnischen Institut (estnisch Tallinna Polütehniline Instituut) ab. Von 1976 bis 1982 war er Abteilungsleiter eines Fahrzeugdepots in Keila, von 1982 bis 1989 Chefinspekteur für Arbeitsschutz der estnischen Straßenbaugewerkschaft. Von 1989 bis 1992 war Eiki Nestor erst stellvertretender Vorsitzender und dann Vorsitzender der Gewerkschaft der estnischen Straßenbauer, bevor er in die aktive Politik wechselte.

### Politik
Im Jahr 1992 wurde Nestor Abgeordneter im estnischen Parlament (Riigikogu) und trat 1993 der Sozialdemokratischen Partei bei. Von November 1994 bis April 1995 war er Minister ohne Geschäftsbereich im Kabinett von Ministerpräsident Andres Tarand. Er war innerhalb der estnischen Regierung für regionale Fragen zuständig.
In der nächsten Wahlperiode waren die Sozialdemokraten nicht an der Regierung beteiligt. Da er sein Mandat aber verteidigen konnte, saß Eiki Nestor von 1995 bis 1999 erneut als Abgeordneter im Riigikogu und übernahm 1995/96 kurzzeitig das Amt des Parteivorsitzenden der estnischen Sozialdemokraten. Von 1996 bis 1999 war er zudem Mitglied des Stadtrats der estnischen Hauptstadt.
Nach der Parlamentswahl in Estland 1999 bekleidete er bis Januar 2002 das Amt des Sozialministers im Kabinett von Ministerpräsident Mart Laar. Nach dem Ausscheiden aus der Regierung kehrte er wieder als Abgeordneter ins Parlament zurück und konnte bei den Wahlen 2003 und 2007 sein Abgeordnetenmandat verteidigen.
Dies gelang ihm auch bei der Parlamentswahl 2011. Nach dem Auseinanderbrechen der Koalitionsregierung Ansip III wurde Eiki Nestor im März 2014 von der neuen sozial-liberalen Regierungskoalition zum Parlamentspräsidenten gewählt. Nach den Wahlen im Frühjahr 2015 wurde er vom neuen Parlament am 30. März in seinem Amt bestätigt. Bei der Parlamentswahl 2019 hatte seine Partei Verluste hinzunehmen und Nestor schaffte es nicht sein Abgeordnetenmandat zu verteidigen.

### Privates
Eiki Nestor ist verheiratet und hat zwei Söhne.